# Ross Flood
Ross Flood, né le 28 décembre 1910 à Braman (États-Unis) et mort le 23 mai 1995 à Stillwater (États-Unis), est un lutteur américain spécialiste de la lutte libre.

## Carrière
Ross Flood participe aux Jeux olympiques d'été de 1936 à Berlin et remporte la médaille d'argent dans la catégorie de poids coqs.